# 嶋田仁美
嶋田 仁美（しまだ ひとみ、1964年7月5日 - ）は、フリーアナウンサー。元・宮崎放送のアナウンサーだった。

## 来歴・人物
かつて、準・ミス熊本に選ばれたことがある。ただ、この選考会場に行く時に自分の足に合わないハイヒールを履いていったため、足が血だらけになって手当てをした上で出場したとのこと。なお、この翌年のミス熊本コンテストでは司会のアシスタントを務めていたが、その進行振りが好評でこれがアナウンサーを目指すきっかけになったという。
高い所が苦手。にもかかわらず、新人時代は屋根の上からリポートをしていたこともあった。
本人曰く『末っ子で甘えん坊』。カウンセラーになりたいという時もあったという。

## 今まで担当した番組

### 日本テレビ
- 「朝一番天気!あさ天」

### TBS
- 「HOTLINE」
- 「ビッグモーニング」

### テレビ朝日
- 「チャンネル99」

### テレビ東京
- 「ハナコ探偵団」